# 叔姜
叔姜（？—？），鲁庄公的側夫人，鲁闵公的母亲。是姐姐哀姜到鲁国的陪嫁。
鲁庄公三十二年（前662年），鲁庄公死后，孟任生的长子子般继位。庆父私通鲁庄公的夫人哀姜，杀死子般，赶走弟弟季友。立叔姜的儿子公子启方继位，即鲁闵公。前660年，庆父想自立为君。与哀姜谋杀闵公，季友立公子申为为鲁僖公。哀姜逃至邾国，庆父逃至莒国自缢而死。